# Приморський регіональний парк
Приморський регіональний парк (лит. Pajūrio regioninis parkas) — регіональний природний парк, розташований на березі Балтійського моря у Західній Литві. 54 % з його території у 5602 га зайняті морем, а 36 % — лісом. Адміністративний офіс парку розташований у Каркле.
Парк був заснований з метою збереження континентальних берегових та морських ландшафтів, місць природної та культурної спадщини, біологічного різноманіття Балтійського моря та полів морських валунів.

## Природні скарби
У парку розташовані унікальне залишкове льодовикове озеро Плаце (лит. Plazė), континентальні дюни, які сформували балтійські кручі висотою 18–20 метрів, берегові поля льодовикових валунів та пагорб Оландо-кепуре (лит. Olando kepurė), який був та залишається навігаційним знаком для моряків та рибалок.
В парку збереглися останні піщані дюни на північ від Клайпеди. Берегова лінія парку постійно підмивається морськими водами, утворюючі обриви з деревами нагорі. Біля Каркле на таких обривах виходить на поверхню глина, єдине таке місце на морському березі Литви. Найвища точка — пагорб Оландо кепуре (24 м.н.м.), довкола якого і берег, і дно моря поруч з ним всіяне шаром каміння, відполірованого часом та водою.
Флора та фауна парку специфічні до полів та лісів на дюнах та берегових рівнинах. Водоплавні птахи роблять у парку міграційні зупинки на Балтійському морі та озерах Плаце та Калоте, деякі гніздяться. У морській частині парку розташоване важливе місце нересту риби. Гарними місцями для спостереження за птахами є вершина пагорбу Оландо кепуре, дахи старих військових фортифікацій (які місцеві називають ‘коробки від ліків’ або ‘чорні фортеці’) та спеціальна загорожа, облаштована поруч з озером Плаце.

## Культурний спадок
У Немірсеті був відновлений курхаус (старий німецький спа-готель).
У Каркле розташовані старовинні фермерські садиби, будинок маєтку, стара школа, а поруч знайдені поховання, обкладені кам'яними колами, які були поширені у першій половині першого тисячоліття.
На березі парку збереглася стара рятівна станція початку 20-го сторіччя, а на північ від Гіруліай варті уваги німецькі захисні споруди.

## Рекреація
На цей час по парку прокладені досить короткі екологічно-освітні маршрути, але на деяких з них можливо ознайомитись з декількома екосистемами. Парк має понад 10 автомобільних стоянок, з яких можливо дістатися до його красивих ділянок. До найбільш цікавих можливо дістатися велосипедом.
Найкращі місця для пляжного відпочинку розташовані у рекреаційному таборі «Žuvėdra» (був. Чайка), Каркле та Немірсеті. Біля озера Калоте також було створено декілька кемпінгів.
Найбільш популярними пішими маршрутами є береговий маршрут від Клайпеди до Паланги, а також довкола пагорбу Оландо кепура та по ландшафтному заповіднику Немірсета. Для публіки відкрита лише частина природного заповідника Плакіс.
Велосипедними маршрутами між Клайпедою і Палангою можна дістатися пагорбу Оландо кепуре, спостережної тераси у Немірсета та етнографічного селища Каркле. Адміністрація парку організовує велосипедні тури.

### Велосипедні маршрути вздовж берега Литви
З міста Клайпеди виходять три велосипедні маршрути, що простягнулись більше ніж на 200 км:
- Клайпеда–Куршська коса–Ніда: 52 км. Маршрут починається від поромом від Клайпеди на косу та рухається національним парком Куршська коса до Ніди.
- Клайпеда–кордон з Латвією: 49 км. Маршрут проходить найцікавішими місцями Приморського регіонального парку: найвищий приморський литовський пагорб — Оландо кепура, старе куршське кладовище у селищі Каркле, льодовикове озеро Плаце та берегові дюни Немерсета.
- Клайпеда–острів Русне: 115 км. Маршрут проходить по регіональному парку «Дельта Німана», який має найбільшу концентрацію водоплаваючих птахів у балтійському регіоні та розташований та коридорі міграції птахів Арктика-Європа-Східна Африка[3]